# Vengola
Vengola es una ciudad censal situada en el distrito de Ernakulam en el estado de Kerala (India). Su población es de 32697 habitantes (2011). Se encuentra a 30 km de Cochín y a 63 km de Thrissur.

## Demografía
Según el censo de 2011 la población de Vengola era de 32697 habitantes, de los cuales 16584 eran hombres y 16113 eran mujeres. Vengola tiene una tasa media de alfabetización del 95%, superior a la media estatal del 94%: la alfabetización masculina es del 97,03%, y la alfabetización femenina del 92,91%.